# Pierre Gévart
Pierre Gévart, également connu sous le pseudonyme Hugo van Gaert, est un écrivain et haut fonctionnaire français né le 11 mai 1952 à Valenciennes (Nord).
Parallèlement à une activité professionnelle dans la fonction publique et à des activités universitaires, il mène une carrière d'auteur dans plusieurs genres littéraires. Auteur polygraphe, il écrit dans les domaines de la science-fiction, de la littérature générale, du théâtre (sociétaire de la SACD), de la poésie, et, dans un autre domaine, des ouvrages universitaires. Il est également le directeur de diverses revues et l'organisateur d'évènements dans le domaine de la science-fiction,,. 

## Biographie

### Carrière professionnelle
Titulaire d'un CAP de dessinateur en construction mécanique, option Dessin industriel, il a ensuite suivi des études de géologie, avant de se tourner vers l'enseignement (agrégation de sciences naturelles). Il prépare et réussit l'ENA.  
Sortant de l'école en tant qu'administrateur de la Ville de Paris, il poursuit une carrière dans la haute fonction publique au sein du ministère de l'Intérieur. Il est ainsi sous-préfet de Vervins, de Sarreguemines, de Saint-Omer puis de Péronne. Il est nommé en 2002 directeur de l'IRA de Lille, poste qu'il occupe jusqu'en 2006.  
Il devient ensuite directeur du CNED (centre national d'enseignement à distance) de Lille (2006-2009), inspecteur général des services du département du Nord, avant de retourner à la ville de Paris en 2012. Il prend sa retraite de la fonction publique en 2016, mais continue de donner des cours dans plusieurs écoles et universités, dont l'Université de Lille et l'Université catholique de Lille. Il publie des ouvrages relatifs à la méthodologie des concours administratifs, ou à des domaines de connaissance en relation avec ceux-ci. 

### Parcours littéraire
Il a organisé la convention nationale française de science-fiction en 2006, 2009, 2014 et 2018, cette dernière ayant été simultanément une Convention européenne (Eurocon). Il est également l'organisateur de la 50ème Convention nationale française , en 2023. Depuis 2007, il est le rédacteur en chef de la revue Galaxies.
Dans le domaine littéraire, et singulièrement de la science-fiction, il a écrit plusieurs romans, dont le premier avait été publié publié chez Fleuve noir, dans la collection Anticipation, sous le pseudonyme d'Hugo van Gaert, et des nouvelles, dont quelques-unes ont remporté des prix (1er Prix du Concours de la revue Civique (1999), Prix Infini 2001, Prix du meilleur texte théâtral au festival de Péronne (1981), Prix de la nouvelle par l'association des écrivains en Agenois, en 2001). de 1981 à 1983, il a animé deux émissions hebdomadaires sur une radio locale (Radio-Beffroy, à Condé-sur-l'Escaut), l'une consacrée à la conquête de l'espace (Les cosmonautes), et l'autre à la science-fiction (La Boîte à Pigé). À cette occasion, il a lu à l'antenne une centaine de nouvelles écrites en fonction du thème de la semaine, et les a parallèlement publiées dans l'hebdomadaire local La Feuille d'Annonces du Valenciennois. Fondateur, en 2005, du fanzine de science-fiction Géante rouge, il devient en décembre 2007 rédacteur en chef de la revue Galaxies.
En 2005, il lance le Prix Pépin, concours de micronouvelles de science-fiction. 
En 2010, à la suite de la disparition brutale d'Alain Le Bussy, président du jury du Prix Infini, il a pris la suite, en renommant ce prix  : Prix Alain le Bussy. Chaque année, cette distinction est attribuée à une œuvre inédite, nouvelle de science-fiction exclusivement, ensuite publiée dans la revue Galaxies.
Il a organisé en août 2006 la 33e Convention nationale française de science-fiction, à Bellaing (Nord), la 36e convention, dans la même ville, en août 2009, la 41e, en association avec le Centre International Jules Verne, à Amiens en juillet 2014 et en juillet 2018. En août 2023, il organise la cinquantième convention nationale à Wallers-Arenberg, sur le site minier.
En septembre 2015, la revue Gandahar lui a entièrement consacré un numéro hors série repris en 2020 dans un numéro de la série normale : numéro 22.

#### Hugo van Gaert
Hugo van Gaert est un pseudonyme souvent utilisé par Pierre Gévart pour signer des œuvres ou des textes ayant trait à la science-fiction. Avec ce nom, il a publié en 1994 un roman dans la collection anticipation de Fleuve noir : Une Planète pour Copponi.
Le pseudonyme est depuis utilisé par l'auteur pour signer des articles ou des nouvelles, qu'il souhaite ainsi démarquer des textes signés de son vrai nom.

### Distinction
En mai 2019, il est nommé au grade de chevalier de l'ordre national du mérite au titre d'auteur sur le contingent du ministère de la Culture.

## Œuvres

### Science-fiction
- Le Maître du bronze Je Bouquine (1992)
- Une Planète pour Copponi, Fleuve Noir (1995), signé Hugo van Gaert, réédité aux éditions Eons sous le titre Planète mauve, sous son vrai nom.
- Les Orages de Jouvence Milan (2000), réédité aux éditions Eons.
- Hors Saison, éditions Eons (2004), nouvelles.
- La Décroisade, éditions Eons (2004) avec en bonus la nouvelle Le livre ultime de Guillaume Suzanne
- Serlyne, Eons, (2005)
- Celui qui attendait, Eons, (2005)
- 118 h avant la fin (2007), Eons, nouvelles.
- Premier contact, hélas ! (2007), Eons, nouvelles.
- Et cette porte, là-bas, qui se fermait..., Argemmios, (2009)
- Le Tsar des étoiles, Cycle le sommeil des dieux, (2014) éditions Atria repris en 2020 aux éditions Rivière blanche avec ajout de plusieurs chapitres
- Le Cycle de Khopne : deux volumes regroupant les quatre romans : Une planète pour Copponi, Celui qui attendait, Pour la Gloire de Kazerma, Notre Père Céleste (2016) aux éditions Rivière blanche[17]. A noter que le sixième opus du cycle du Sommeil des Dieux : Terminus Copponi (janvier 2024) constitue également l'épilogue du cycle de Khopne
- Le Cycle du Sommeil des Dieux (2020 -...) aux éditions Rivière blanche, qui compte en tout 6 volumes : Le Tsar des Etoiles (op cit, février 2020), Arrêt sur Soleil (février 2020), Les jeux nobiliaires (novembre 2020),  L'impératrice et le Cartographe (août 2021), L'Homme de nulle part (août 2022), Terminus Copponi (janvier 2024)

### Littérature générale
- La Grève au soleil (1976) en collaboration avec Nicole Gévart, éditions PIGE
- Le Rendez-vous de Marrakech (1993), PIERRON
- Bouvarine (1995), PIERRON
- Orphée, Eurydice… (2002) éditions du Ver luisant
- Et cette porte, là-bas, qui se fermait… (2009) éditions Argemnios

### Théâtre
- Suicide d'un auteur dramatique (1980), éditions PIGE
- L'Attente (1998), PIERRON, republié par Répliques (2001)
- Léo qu'a dit (1999), Répliques
- Gazole (1999) Répliques
- Panique au Cirque (2000) Répliques
- Ouvrez les fenêtres (2001) Répliques
- Crépuscule impérial (2002) Répliques
- Goodbye Mr Verne (2014) Répliques
- Goodbye Mr Verne (Traduit en Anglais par Ian Watson) (2018) Répliques
- Je t'aide, moi non plus... (2022) Répliques

### Essais et manuels
- La Note de synthèse (avec Gérard Castex) (1997, rééd. 2010) La Documentation française
- Réussir ses notes de synthèse (2002 - rééd. 2004 - 2006 - 2008 - 2012) Guides de l'Étudiant
- Questions sur la fonction publique (2003) Guides de l'Étudiant
- Réussir ses dissertations (avec Bruno Modica et Christophe Mondou) (2004 - rééd. 2006) Guides de l'Étudiant
- Institutions françaises et européennes (2003) Dalloz
- Réussir sa carrière de fonctionnaire (2005) Guides l'Express
- 500 questions d'oral des concours de la fonction publique (2005 - 12ème édition 2023) Guides de l'Étudiant
- Les enjeux de la décentralisation (2006) Guides de l'Étudiant
- Les droits de l'homme (av. C. Crettaz, B. Modica et C. Mondou) (2006) Guides de l'Étudiant
- Tout savoir sur la fonction publique (2006 rééd. 2012) Guides de l'Étudiant
- Guide de la lecture rapide (2005, rééd. 2010) Guides de l'Étudiant
- 200 QRC pour le concours des IRA (2006) Guides de l'Étudiant
- Le Président de la République et les institutions françaises (2007) Guides de l'Étudiant
- La Note sur Dossier (avec Daniel Tant et Gérard Castex) (2006) La Documentation française
- Réussir les épreuves des concours administratifs (2007) Guides de l'Étudiant
- 200 questions sur les institutions françaises (2008) Guides de l'Étudiant
- Les 75 questions les plus posées aux concours administratifs (avec D. Tant) (2008) Guides de l'Étudiant
- Réussir les concours des IRA (2008) Guides de l'Étudiant
- Dictionnaire de Culture générale (avec B. Modica, X. Mauméjean et G. Elkaim) (2005, rééd. 2010) Guides de l'Étudiant
- Annales corrigées des concours des IRA (2009 - 2010 - 2011 - 2012 - 2013) La Documentation française
- 7 jours pour lire plus vite (2021) Coll l'Étudiant, éditions de l'Opportun
- La Note (avec Hervé Macquart) (2022) La Documentation française